# Gales en la Copa Mundial de Rugby de 1995
Los Dragones rojos fueron una de las 16 naciones participantes de la Copa Mundial de Rugby de 1995, que se celebró en Sudáfrica.
Gales había ganado el Torneo de las Cinco Naciones 1994 y salido último en el Torneo de las Cinco Naciones 1995, por lo que el desempeño esperado en el mundial era realmente un misterio.

## Plantel
El australiano Evans (52 años) tuvo como asistente a Geoff Evans.
Las edades son a la fecha del último partido de Gales (4 de junio de 1995).
|                        | Jugador            | Edad    | Posición      | Tests | Equipo                              |
| ---------------------- | ------------------ | ------- | ------------- | ----- | ----------------------------------- |
| Hookers y Pilares      |                    |         |               |       |                                     |
| 3                      | John Davies        | 26 años | Pilar         | 19    | Neath RFC                           |
| 1                      | Ricky Evans        | 34 años | Pilar         | 17    | Llanelli RFC                        |
|                        | Mike Griffiths     | 33 años | Pilar         | 32    | Cardiff RFC                         |
| 2                      | Jonathan Humphreys | 26 años | Hooker        | 0     | Cardiff RFC                         |
|                        | Garin Jenkins      | 28 años | Hooker        | 26    | Swansea RFC                         |
|                        | Spencer John       | 21 años | Pilar         | 2     | Llanelli RFC                        |
| Segundas líneas        |                    |         |               |       |                                     |
| 4                      | Derwyn Jones       | 24 años | Segunda línea | 4     | Cardiff RFC                         |
| 5                      | Greg Prosser       | 29 años | Segunda línea | 0     | Pontypridd RFC                      |
|                        | Stuart Roy         | 26 años | Segunda línea | 0     | Cardiff RFC                         |
| Alas y Octavos         |                    |         |               |       |                                     |
| 7                      | Anthony Bennett    | 26 años | Ala           | 0     | Cardiff RFC                         |
|                        | Stuart Davies      | 29 años | Octavo        | 13    | Swansea RFC                         |
|                        | Emyr Lewis         | 26 años | Ala           | 34    | Cardiff RFC                         |
| 6                      | Gareth Llewellyn   | 26 años | Ala           | 37    | Neath RFC                           |
| 8                      | Hemi Taylor        | 31 años | Octavo        | 10    | Cardiff RFC                         |
| Medios scrums          |                    |         |               |       |                                     |
| 9                      | Robert Jones       | 29 años | Medio scrum   | 52    | Swansea RFC                         |
|                        | Andy Moore         | 26 años | Medio scrum   | 0     | Cardiff RFC                         |
| Aperturas y Centros    |                    |         |               |       |                                     |
|                        | Adrian Davies      | 26 años | Apertura      | 7     | Cardiff RFC                         |
|                        | David Evans        | 29 años | Centro        | 11    | Treorchy RFC                        |
| 13                     | Mike Hall          | 29 años | Centro        | 39    | Cardiff RFC                         |
| 10                     | Neil Jenkins       | 23 años | Apertura      | 33    | Pontypridd RFC                      |
| 12                     | Gareth Thomas      | 20 años | Centro        | 0     | Bridgend Ravens                     |
| Fullbacks y Wings      |                    |         |               |       |                                     |
| 15                     | Tony Clement       | 28 años | Fullback      | 34    | Swansea RFC                         |
| 14                     | Ieuan Evans        | 31 años | Wing          | 57    | Llanelli RFC                        |
|                        | Steve Ford         | 29 años | Wing          | 8     | Cardiff RFC                         |
| 11                     | Wayne Proctor      | 22 años | Wing          | 16    | Llanelli RFC                        |
|                        | Justin Thomas      | 21 años | Fullback      | 0     | Cardiff Metropolitan University RFC |
| Entrenador: Alec Evans |                    |         |               |       |                                     |

## Participación
Gales integró el grupo C junto a los favoritos All Blacks, la débil Japón y el rival directo por la clasificación: el XV del Trébol.
En su debut enfrentaron a los Brave Blossoms y vencieron por una paliza de siete tries. Evans anotó dos tries y la promesa Thomas un triplete.
La segunda prueba fue contra Nueva Zelanda del técnico Laurie Mains, quien diagramó: el capitán Sean Fitzpatrick, Ian Jones, Zinzan Brooke, Graeme Bachop, la estrella Andrew Mehrtens y Jonah Lomu. Cumpliendo el pronóstico, los oceánicos dominaron tranquilamente y ganaron 34–9.
Finalmente jugaron la clasificación ante Irlanda del entrenador Gerry Murphy, quien alineó: el capitán Terry Kingston, Paddy Johns, Denis McBride, el veterano Michael Bradley, Brendan Mullin y la estrella Simon Geoghegan. En un intenso duelo, recordado como uno de los mejores de la rivalidad, los irlandeses vencieron agónicamente por un punto.